# Teratocephalus brevicaudatus
Teratocephalus brevicaudatus is een rondwormensoort uit de familie van de Teratocephalidae. De wetenschappelijke naam van de soort is voor het eerst geldig gepubliceerd in 1951 door Schuurmans Stekhoven.